# Deschanel Peak
Deschanel Peak är en bergstopp i Antarktis. Den ligger i Västantarktis. Argentina, Chile och Storbritannien gör anspråk på området. Toppen på Deschanel Peak är 750 meter över havet, eller 363 meter över den omgivande terrängen. Bredden vid basen är 6,1 km.
Terrängen runt Deschanel Peak är kuperad åt nordväst, men åt sydost är den platt. Havet är nära Deschanel Peak åt sydväst. Trakten är obefolkad. Det finns inga samhällen i närheten.